# كيفن لويس (لاعب كرة قدم أمريكية)
كيفن لويس (بالإنجليزية: Kevin Lewis)‏ هو لاعب كرة قدم أمريكية أمريكي، ولد في 6 أكتوبر 1978.

## وصلات خارجية
- كيفن لويس على موقع مرجع كرة القدم المحترفة.كوم (الإنجليزية)